# Prêmio do Povo
O Prêmio do Povo ou Prêmio Popular (em coreano: 인민 상; hancha:人民賞) é um prêmio norte-coreano de artes e ciências.  É concedido pela Comissão de Premiação do Prêmio do Povo, que trabalha diretamente sob o gabinete da Coreia do Norte. O prêmio pode ser concedido a obras de arte ou pessoas. O Prêmio do Povo foi um importante prêmio no campo do cinema norte-coreano.
As obras e pessoas que receberam o Prêmio do Povo cobrem áreas variadas como literatura, ginástica, ópera revolucionária coreana, acupuntura e escultura. O Prêmio do Povo já foi recebido por pessoas no exterior.

## História

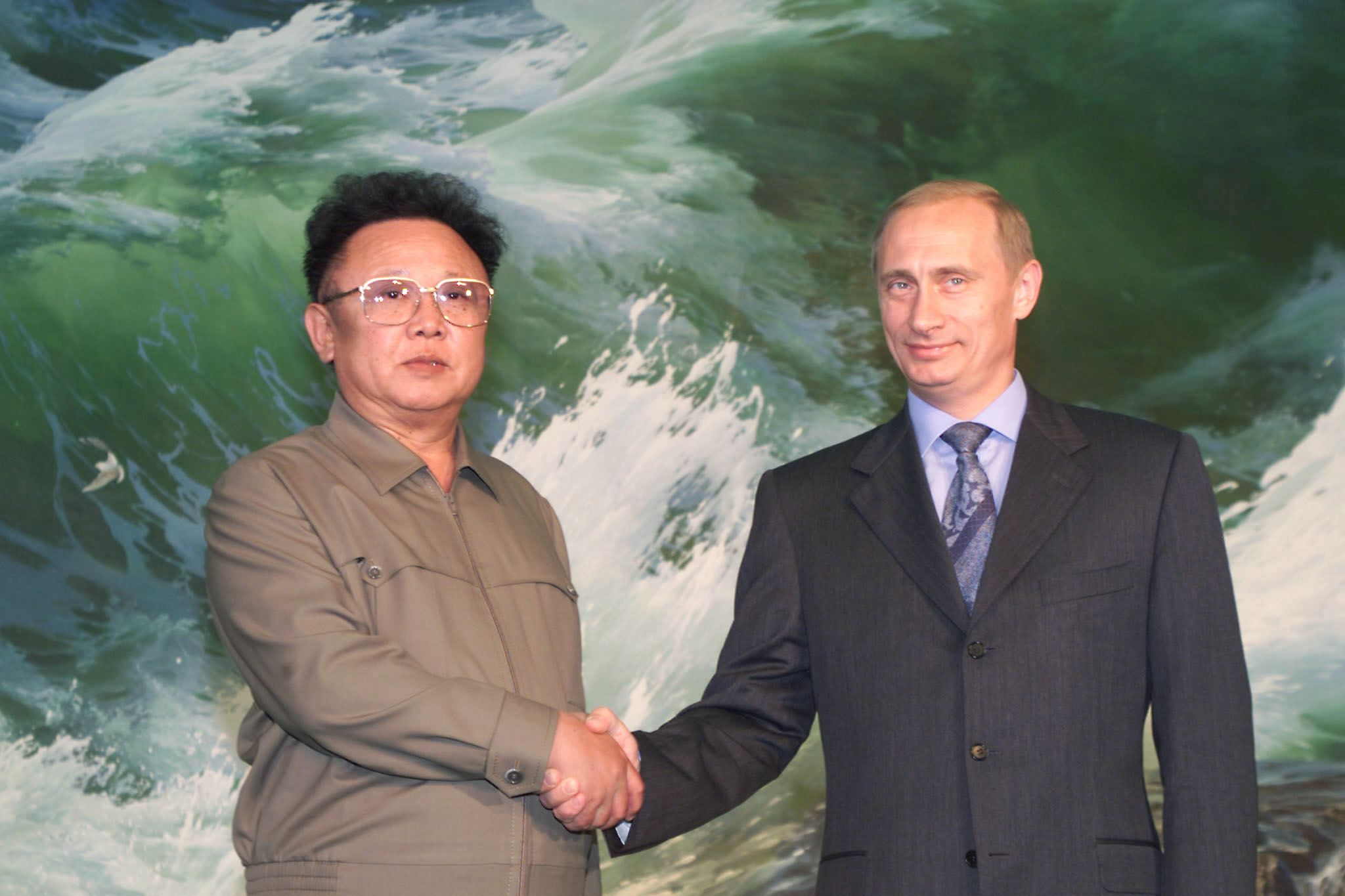
Kim Jong-il apertando as mãos de Vladimir Putin na frente de Ondas do Mar Kumgang, de Kim Song-un, o vencedor do Prêmio do Povo.

O Prêmio do Povo foi instituído em 8 de setembro de 1958.
O primeiro filme norte-coreano My Hometown (1949), dirigido por Kang Hongshik, foi o primeiro de uma série de filmes a ser premiado com o Prêmio do Povo. Kim Il-sung elogiou muitos filmes vencedores do Prêmio do povo dos anos 1960 e 1970, fornecendo uma resposta exaustiva à questão do ''Chajusŏng'' (criatividade na Ideologia Juche) das pessoas. O Partido dos Trabalhadores da Coreia concede o prêmio àqueles filmes e cineastas norte-coreanos vistos como cumprindo o papel de um "excelente livro didático" para o partido dos trabalhadores.
Algumas das obras, que não se tornaram reconhecidas como "clássicos imortais", ganharam o Prêmio do Povo destinado apenas às melhores produções. Uma dessas produções é um filme de três partes, Five Guerilla Brothers (1968), dirigido por Choe Ik-gyu, e supervisionado pelo próprio Kim Jong-il. Outros filmes supervisionados por Kim que ganharam o Prêmio do Povo foram A Flowering Village e A Family of Workers (1971). Alguns filmes de Kim Jong-il, como Sea of Blood (1968) e Flower girl (1972), tornaram-se "clássicos imortais".
Em 1965, o Chongryon (Associação Geral de Residentes Coreanos no Japão) estabeleceu os docentes da Universidade Chosun no Japão como receptores do prêmio.
Muitas das obras que receberam o Prêmio do Povo ainda são altamente respeitadas na Coreia do Norte. As Reminiscências das Guerrilhas Anti-Japonesas são consideradas clássicas da literatura do Partido dos Trabalhadores e receberam o Prêmio do Povo em 2012. Ele ainda é usado em sessões diárias de estudo ideológico em locais de trabalho, e muitas das memórias foram transformadas em filmes.
A obra Ondas do Mar Kumgang do principal ganhador do Prêmio do Povo, Kim Song-gun, foi usada como plano de fundo para uma foto em grupo com Kim Jong-il e Bill Clinton durante a visita de Clinton à Coreia do Norte em 2009. Kim Song-gun recebeu o prêmio por sua pintura Ondas do Mar Kumgang em 1999. A estátua de Chollima, inaugurada em 15 de abril de 1961, recebeu o Prêmio do Povo.